# Saison 2025 de la ELF
Navigation
Édition précédente Édition suivante
La saison 2025 de la ELF est la 5e de l'histoire de l'European League of Football, une ligue professionnelle de football américain basée en Europe.
Elle met en compétition seize (16) équipes issues de neuf (9) pays. La finale (2025 ELF Championship Game) se disputera à la MHPArena de Stuttgart en Allemagne le 7 septembre 2025.

## Calendrier
Les 16 équipes sont réparties dans quatre divisions de 4 équipes. Chaque équipe disputera 12 matchs pendant la saison régulière qui débutera le 17 mai 2025 et se terminera les 16 et 17 août 2025 (14 semaines), chaque équipe disputant six matchs contre les équipes de sa division et 2 contre une équipe de chaque autre division.
Les premiers et deuxièmes de chaque division sont qualifiés pour la série éliminatoire qui débute par un tour de wild card (23 et 34 août), se poursuit par les demi-finales (30 et 31 août) et se termine par la finale jouée le 7 septembre 2025

## Les équipes
Le 29 janvier 2025, la ligue a annoncé l'élargissement des territoires pour plusieurs équipes relatif aux joueurs dits nationaux. La plupart des joueurs de chaque équipe doivent être formés localement, c'est-à-dire avoir débuté leur carrière dans le pays où l'équipe est basée.
Désormais, les joueurs d'Estonie, de Lettonie, de Lituanie et d'Ukraine seront également considérés comme formés localement pour les Panthers de Wrocław, les joueurs de Slovaquie pour les Lions de Prague, et les joueurs de Roumanie et de Serbie pour les Enthroners de Fehérvár. Les joueurs de l'ouest de l'Italie du Nord sont considérés comme formés localement pour les Mercenaires Helvétiques, tandis que ceux de l'est de l'Italie du Nord le sont pour les deux franchises autrichiennes, les Raiders du Tyrol et les Vikings de Vienne.
La nouvelle équipe Nordic Storm avait déjà annoncé en septembre que le Danemark et la Suède seraient ses territoires de formation locale.
| Division Nord              |                                      |          |                     |           |              |                      |
| Équipe                     | Stade                                | Capacité | Ville               | Fondation | Début en ELF | Entraîneur principal |
| Berlin Thunder             | Preussenstadion                      | 3 000    | Berlin              | 2021      | 2021         | Jag Bal              |
| Hamburg Sea Devils         | Stade Hoheluft (4 matchs)            | 8 000    | Hambourg            | 2021      | 2021         | Lee Rowland          |
| Hamburg Sea Devils         | Volksparkstadion (1 match)           | 57 000   | Hambourg            | 2021      | 2021         | Lee Rowland          |
| Hamburg Sea Devils         | Weserstadion (1 match)               | 42 100   | Brême               | 2021      | 2021         | Lee Rowland          |
| Nordic Storm (en)          | Gladsaxe Stadion                     | 13 507   | Copenhague/Søborg   | 2024      | 2025         | John Shoop           |
| Rhein Fire                 | Schauinsland-Reisen-Arena (5 matchs) | 31 514   | Duisbourg           | 2021      | 2022         | Jim Tomsula          |
| Rhein Fire                 | Merkur Spiel-Arena (1 match)         | 54 600   | Düsseldorf          | 2021      | 2022         | Jim Tomsula          |
| Division Ouest             |                                      |          |                     |           |              |                      |
| Équipe                     | Stade                                | Capacité | Ville               | Fondation | Début en ELF | Entraîneur principal |
| Cologne Centurions         | Südstadion                           | 11 748   | Cologne             | 2021      | 2021         | Javan Lendhardt      |
| Frankfurt Galaxy           | PSD Bank Arena (4 matchs)            | 12 542   | Francfort           | 2021      | 2021         | Bart Andrus          |
| Frankfurt Galaxy           | Stadion am Bieberer Berg (2 matchs)  | 20 500   | Offenbach am Main   | 2021      | 2021         | Bart Andrus          |
| Paris Musketeers           | Stade Robert-Bobin                   | 18 850   | Paris/Bondoufle     | 2022      | 2023         | Jack Del Rio         |
| Stuttgart Surge            | Gazi-Stadion                         | 11 410   | Stuttgart           | 2021      | 2021         | Jordan Neuman        |
| Division Sud               |                                      |          |                     |           |              |                      |
| Équipe                     | Stade                                | Capacité | Ville               | Fondation | Début en ELF | Entraîneur principal |
| Helvetic Mercernaries (en) | Lidl Arena                           | 6 000    | Zurich              | 2024      | 2024         | Marcus Herford       |
| Madrid Bravos (en)         | Estadio Vallehermoso                 | 10 000   | Madrid              | 2021      | 2021         | Andrew Weidinger     |
| Munich Ravens              | Uhlsport Park                        | 15 053   | Munich/Unterhaching | 2022      | 2023         | Kendral Ellison      |
| Raiders Tirol              | Stade Tivoli                         | 17 400   | Innsbruck           | 1992      | 2022         | Jim Herrmann         |
| Division Est               |                                      |          |                     |           |              |                      |
| Équipe                     | Stade                                | Capacité | Ville               | Fondation | Début en ELF | Entraîneur principal |
| Fehérvár Enthroners        | First Field                          | 4 000    | Székesfehérvár      | 2007      | 2023         | Mark Ridgley         |
| Prague Lions               | FK Viktoria Stadion                  | 3 000    | Prague              | 1991      | 2023         | Dave Warner          |
| Vienna Vikings             | Generali-Arena (2 matchs)            | 17 656   | Vienne              | 1983      | 2022         | Chris Calaycay       |
| Vienna Vikings             | Hohe-Warte-Stadion (1 match)         | 5 500    | Vienne              | 1983      | 2022         | Chris Calaycay       |
| Vienna Vikings             | Datenpol Arena (1 match)             | 10 600   | Maria Enzersdorf    | 1983      | 2022         | Chris Calaycay       |
| Wrocław Panthers           | Stade olympique de Wrocław           | 11 000   | Wrocław             | 2013      | 2021         | Craig Kuligowski     |

## Saison régulière
| Légende | Légende                         |
| ------- | ------------------------------- |
|         | Victoire de l'équipe à domicile |
|         | Défaite de l'équipe à domicile  |
| Gras    | Score de l'équipe gagnante      |
| FF      | Score de forfait                |

| A \ H                | BT      | HSD     | NS      | RF      |         | CC      | FG      | PM      | SS      |         | HM      | MB      | MR      | TR      |         | FE      | PL | VV | PW |
| Berlin Thunder       |         | 14 - 31 | 00 - 35 | 07 - 69 | 45 - 02 |         |         |         |         |         | 16 - 38 |         | 31 - 34 |         |         |         |    |    |    |
| Hamburg Sea Devils   |         |         |         | 00 - 43 |         |         |         | 00 - 48 |         |         | 12 - 13 |         |         | 28 - 13 |         |         |    |    |    |
| Nordic Storm         | 53 - 35 | 27 - 21 |         |         |         | 20 - 35 |         |         | 56 - 12 |         |         |         |         |         |         | 40 - 21 |    |    |    |
| Rhein Fire           | 44 - 07 | 25 - 13 | 24 - 25 |         |         |         | 17 - 15 |         |         |         |         | 18 - 35 |         |         | 33 - 26 |         |    |    |    |
|                      |         |         |         |         |         |         |         |         |         |         |         |         |         |         |         |         |    |    |    |
| Cologne Centurions   | 14 - 63 |         |         |         |         | 15 - 47 | 07 - 74 | 07 - 88 |         |         |         |         |         |         |         | 02 - 54 |    |    |    |
| Frankfurt Galaxy     |         |         | 00 - 35 |         | 74 - 10 |         | 16 - 25 | 20 - 33 |         | 47 - 33 |         |         |         |         |         |         |    |    |    |
| Paris Musketeers     |         |         |         | 31 - 07 | 62 - 0  | 27 - 29 |         | 08 - 26 | 62 - 0  |         |         |         |         |         |         |         |    |    |    |
| Stuttgart Surge      |         | 53 - 14 |         |         |         | 54 - 39 | 00 - 06 |         | 44 - 03 |         | 33 - 36 |         |         |         |         |         |    |    |    |
|                      |         |         |         |         |         |         |         |         |         |         |         |         |         |         |         |         |    |    |    |
| Helvetic Mercenaries |         |         | 0 FF 35 |         |         |         | 00 - 77 |         |         | 35 - 47 | 14 - 58 | 06 - 44 |         |         |         |         |    |    |    |
| Madrid Bravos        |         | 27 - 0  |         |         |         |         |         |         | 61 - 6  |         |         | 34 - 35 | 45 - 07 |         |         |         |    |    |    |
| Munich Ravens        | 35 - 12 |         |         |         |         |         |         | 28 - 36 | 34 - 20 | 43 - 40 |         | 31 - 24 |         |         |         |         |    |    |    |
| Tirol Raiders        |         |         |         |         | 68 - 0  |         |         |         | 44 - 12 | 28 - 54 | 07 - 20 |         |         |         | 07 - 41 |         |    |    |    |
|                      |         |         |         |         |         |         |         |         |         |         |         |         |         |         |         |         |    |    |    |
| Fehérvár Enthroners  | 21 - 38 |         |         |         |         |         |         | 12 - 55 |         | 22 - 49 |         |         |         | 06 - 10 | 15 - 62 | 12 - 55 |    |    |    |
| Prague Lions         |         | 19 - 14 |         |         | 60 - 20 | 37 - 16 |         |         |         |         |         |         | 40 - 0  |         | 00 - 34 | 45 - 13 |    |    |    |
| Vienna Vikings       |         |         |         | 17 - 07 |         |         | 40 - 30 |         |         |         |         | 44 - 38 | 53 - 16 | 28 - 06 |         | 38 - 12 |    |    |    |
| Wrocław Panthers     |         |         | 19 - 47 |         | 57 - 03 |         |         |         |         |         | 14 - 34 |         | 24 - 19 | 41 - 37 | 36 - 50 |         |    |    |    |

Note :
Le 27 juin 2025, la ligue annonce que le match programmé en 7e semaine opposant les Nordic Storm (en) aux Helvetic Mercernaries (en) est reporté à une date encore à déterminer. En effet, confrontée depuis plusieurs semaines à de nombreux joueurs blessés, l'équipe suisse est dans l'impossibilité d'aligner une équipe complète pour ce match

### Détail des matchs
| Date        | Heure | Conf. | Extérieur           | Résultat | Domicile             | Stade                      | Affluence | Réf.   |
| ----------- | ----- | ----- | ------------------- | -------- | -------------------- | -------------------------- | --------- | ------ |
| Sam. 17 mai | 18:00 | Est   | Fehérvár Enthroners | 12 - 55  | Wrocław Panthers     | Stade olympique de Wrocław | 3 000     | [ 5 ]  |
| Sam. 17 mai | 18:00 | IC    | Rhein Fire          | 17 - 15  | Paris Musketeers     | Stade Robert-Bobin         | 3 200     | [ 6 ]  |
| Sam. 17 mai | 18:00 | IC    | Hamburg Sea Devils  | 12 - 13  | Madrid Bravos        | Estadio Vallehermoso       | 3 340     | [ 7 ]  |
| Dim. 18 mai | 13:00 | IC    | Nordic Storm        | 56 - 12  | Helvetic Mercenaries | Lidl Arena                 | 2 100     | [ 8 ]  |
| Dim. 18 mai | 13:00 | IC    | Cologne Centurions  | 14 - 63  | Berlin Thunder       | Preussenstadion            | 0 628     | [ 9 ]  |
| Dim. 18 mai | 13:00 | Sud   | Tirol Raiders       | 07 - 20  | Munich Ravens        | Uhlsport Park              | 3 300     | [ 10 ] |
| Dim. 18 mai | 16:25 | Est   | Vienna Vikings      | 28 - 06  | Prague Lions         | FK Viktoria Stadion        | 1 000     | [ 11 ] |
| Dim. 18 mai | 16:25 | Ouest | Frankfurt Galaxy    | 20 - 33  | Stuttgart Surge      | Gazi-Stadion               | 3 711     | [ 12 ] |

| Date        | Heure | Conf. | Extérieur                      | Résultat                       | Domicile                       | Stade                          | Affluence                      | Réf.                           |
| ----------- | ----- | ----- | ------------------------------ | ------------------------------ | ------------------------------ | ------------------------------ | ------------------------------ | ------------------------------ |
| Sam. 24 mai | 18:00 | Est   | Fehérvár Enthroners            | 15 - 62                        | Vienna Vikings                 | Hohe-Warte-Stadion             | 4 201                          | [ 13 ]                         |
| Sam. 24 mai | 18:00 | IC    | Hamburg Sea Devils             | 28 - 13                        | Prague Lions                   | FK Viktoria Stadion            | 0 900                          | [ 14 ]                         |
| Sam. 24 mai | 20:00 | IC    | Frankfurt Galaxy               | 47 - 33                        | Madrid Bravos                  | Estadio Vallehermoso           | 2 900                          | [ 15 ]                         |
| Dim. 25 mai | 13:00 | IC    | Nordic Storm                   | 40 - 21                        | Wrocław Panthers               | Stade olympique de Wrocław     | 2 952                          | [ 16 ]                         |
| Dim. 25 mai | 13:00 | Ouest | Stuttgart Surge                | 00 - 06                        | Paris Musketeers               | Stade Robert-Bobin             | 1 454                          | [ 17 ]                         |
| Dim. 25 mai | 16:25 | Sud   | Helvetic Mercenaries           | 06 - 44                        | Tirol Raiders                  | Stade Tivoli                   | 3 346                          | [ 18 ]                         |
| Dim. 25 mai | 16:25 | IC    | Berlin Thunder                 | 16 - 38                        | Munich Ravens                  | Uhlsport Park                  | 2 755                          | [ 19 ]                         |
| Bye         | Bye   | Bye   | Cologne Centurions, Rhein Fire | Cologne Centurions, Rhein Fire | Cologne Centurions, Rhein Fire | Cologne Centurions, Rhein Fire | Cologne Centurions, Rhein Fire | Cologne Centurions, Rhein Fire |

| Date          | Heure | Conf.                           | Extérieur                       | Résultat                        | Domicile                        | Stade                               | Affluence                       | Réf.   |
| ------------- | ----- | ------------------------------- | ------------------------------- | ------------------------------- | ------------------------------- | ----------------------------------- | ------------------------------- | ------ |
| Sam. 31 mai   | 15:00 | Est                             | Prague Lions                    | 40 - 0                          | Fehérvár Enthroners             | First Field, Székesfehérvár         | 01 200                          | ,      |
| Sam. 31 mai   | 17:00 | IC                              | Raiders Tirol                   | 68 - 0                          | Cologne Centurions              | Südstadion, Cologne                 | 0 480                           | [ 22 ] |
| Sam. 31 mai   | 18:00 | IC                              | Stuttgart Surge                 | 53 - 14                         | Hamburg Sea Devils              | Weserstadion, Bremen                | 05 750                          | ,      |
| Sam. 31 mai   | 20:00 | Sud                             | Helvetic Mercenaries            | 35 - 47                         | Madrid Bravos                   | Estadio Vallehermoso, Madrid        | 02 200                          | [ 25 ] |
| Dim. 1er juin | 13:00 | Ouest                           | Paris Musketeers                | 27 - 29                         | Frankfurt Galaxy                | Stadion am Bieberer Berg, Offenbach | 10 257                          | [ 26 ] |
| Dim. 1er juin | 13:00 | Nord                            | Berlin Thunder                  | 00 - 35                         | Nordic Storm                    | Gladsaxe Stadion, Søborg            | 02 700                          | [ 27 ] |
| Dim. 1er juin | 16:25 | IC                              | Vienna Vikings                  | 12 - 07                         | Rhein Fire                      | Merkur Spiel-Arena, Düsseldorf      | 20 300                          | [ 28 ] |
| Bye           | Bye   | Panthers Wrocław, Munich Ravens | Panthers Wrocław, Munich Ravens | Panthers Wrocław, Munich Ravens | Panthers Wrocław, Munich Ravens | Panthers Wrocław, Munich Ravens     | Panthers Wrocław, Munich Ravens |        |

| Date        | Heure | Conf.                              | Extérieur                          | Résultat                           | Domicile                           | Stade                                  | Affluence                          | Réf.                               |
| ----------- | ----- | ---------------------------------- | ---------------------------------- | ---------------------------------- | ---------------------------------- | -------------------------------------- | ---------------------------------- | ---------------------------------- |
| Sam. 7 juin | 18:00 | Nord                               | Berlin Thunder                     | 14 - 31                            | Hamburg Sea Devils                 | Stade Hoheluft, Hambourg               | 02 000                             | [ 29 ]                             |
| Sam. 7 juin | 18:00 | IC                                 | Raiders Tirol                      | 07 - 41                            | Vienna Vikings                     | Generali-Arena, Vienne                 | 10 275                             | ,                                  |
| Sam. 7 juin | 19:00 | IC                                 | Madrid Bravos                      | 45 - 07                            | Fehérvár Enthroners                | First Field, Székesfehérvár            | 01 000                             | ,                                  |
| Dim. 8 juin | 13:00 | Est                                | Prague Lions                       | 45 - 13                            | Panthers Wrocław                   | Stade olympique de Wrocław             | 02 859                             | ,                                  |
| Dim. 8 juin | 13:00 | IC                                 | Paris Musketeers                   | 31 - 07                            | Rhein Fire                         | Schauinsland-Reisen-Arena, Duisbourg   | 07 295                             | ,                                  |
| Dim. 8 juin | 16:25 | IC                                 | Munich Ravens                      | 28 - 36                            | Stuttgart Surge                    | Gazi-Stadion auf der Waldau, Stuttgart | 03 213                             | ,                                  |
| Dim. 8 juin | 16:25 | Ouest                              | Cologne Centurions                 | 15 - 47                            | Frankfurt Galaxy                   | Stadion am Bieberer Berg, Offenbach    | 05 561                             | ,                                  |
| Bye         | Bye   | Nordic Storm, Helvetic Mercenaries | Nordic Storm, Helvetic Mercenaries | Nordic Storm, Helvetic Mercenaries | Nordic Storm, Helvetic Mercenaries | Nordic Storm, Helvetic Mercenaries     | Nordic Storm, Helvetic Mercenaries | Nordic Storm, Helvetic Mercenaries |

| Date         | Heure | Conf.                                                           | Extérieur                                                       | Résultat                                                        | Domicile                                                        | Stade                                                           | Affluence                                                       | Réf.                                                            |
| ------------ | ----- | --------------------------------------------------------------- | --------------------------------------------------------------- | --------------------------------------------------------------- | --------------------------------------------------------------- | --------------------------------------------------------------- | --------------------------------------------------------------- | --------------------------------------------------------------- |
| Sam. 14 juin |       | Nord                                                            | Hamburg Sea Devils                                              | 00 - 43                                                         | Rhein Fire                                                      | Schauinsland-Reisen-Arena, Duisbourg                            | 7 362                                                           | ,                                                               |
| Sam. 14 juin |       | IC                                                              | Panthers Wrocław                                                | 57 - 03                                                         | Cologne Centurions                                              | Südstadion, Cologne                                             | 0 765                                                           | ,                                                               |
| Dim. 15 juin |       | IC                                                              | Fehérvár Enthroners                                             | 21 - 38                                                         | Berlin Thunder                                                  | Preussenstadion, Berlin                                         | 0 762                                                           | ,                                                               |
| Dim. 15 juin |       | IC                                                              | Frankfurt Galaxy                                                | 00 - 35                                                         | Nordic Storm                                                    | Gladsaxe Stadion, Søborg                                        | 1 937                                                           | ,                                                               |
| Dim. 15 juin |       | Sud                                                             | Madrid Bravos                                                   | 34 - 35                                                         | Raiders Tirol                                                   | Tivoli Stadion Tirol, Innsbruck                                 | 2 911                                                           | ,                                                               |
| Dim. 15 juin |       | Sud                                                             | Helvetic Mercenaries                                            | 14 - 58                                                         | Munich Ravens                                                   | Uhlsport Park, Unterhaching                                     | 2 425                                                           | ,                                                               |
| Bye          | Bye   | Prague Lions, Vienna Vikings, Paris Musketeers, Stuttgart Surge | Prague Lions, Vienna Vikings, Paris Musketeers, Stuttgart Surge | Prague Lions, Vienna Vikings, Paris Musketeers, Stuttgart Surge | Prague Lions, Vienna Vikings, Paris Musketeers, Stuttgart Surge | Prague Lions, Vienna Vikings, Paris Musketeers, Stuttgart Surge | Prague Lions, Vienna Vikings, Paris Musketeers, Stuttgart Surge | Prague Lions, Vienna Vikings, Paris Musketeers, Stuttgart Surge |

| Date         | Heure | Conf.                              | Extérieur                          | Résultat                           | Domicile                           | Stade                                  | Affluence                          | Réf.                               |
| ------------ | ----- | ---------------------------------- | ---------------------------------- | ---------------------------------- | ---------------------------------- | -------------------------------------- | ---------------------------------- | ---------------------------------- |
| Sam. 21 juin | 12:30 | Sud                                | Raiders Tirol                      | 44 - 12                            | Helvetic Mercenaries               | Lidl Arena, Wil                        | 01 319                             | ,                                  |
| Sam. 21 juin | 18:00 | IC                                 | Rhein Fire                         | 33 - 26                            | Vienna Vikings                     | Generali Arena, Vienna                 | 11 468                             | ,                                  |
| Sam. 21 juin | 18:00 | IC                                 | Panthers Wrocław                   | 19 - 47                            | Nordic Storm                       | Gladsaxe Stadion, Søborg               | 01 609                             | ,                                  |
| Dim. 22 juin | 13:00 | IC                                 | Prague Lions                       | 19 - 14                            | Hamburg Sea Devils                 | Stadion Hoheluft, Hamburg              | 01 800                             | [ 57 ]                             |
| Dim. 22 juin | 16:25 | IC                                 | Munich Ravens                      | 35 - 12                            | Berlin Thunder                     | Preussenstadion, Berlin                | 0 483                              | ,                                  |
| Dim. 22 juin | 16:25 | Ouest                              | Cologne Centurions                 | 07 - 88                            | Stuttgart Surge                    | Gazi-Stadion auf der Waldau, Stuttgart | 02 451                             | [ 60 ]                             |
| Dim. 22 juin | 16:25 | Ouest                              | Frankfurt Galaxy                   | 16 - 35                            | Paris Musketeers                   | Stade Robert-Bobin, Bondoufle          | 01 700                             | [ 61 ]                             |
| Bye          | Bye   | Fehérvár Enthroners, Madrid Bravos | Fehérvár Enthroners, Madrid Bravos | Fehérvár Enthroners, Madrid Bravos | Fehérvár Enthroners, Madrid Bravos | Fehérvár Enthroners, Madrid Bravos     | Fehérvár Enthroners, Madrid Bravos | Fehérvár Enthroners, Madrid Bravos |

| Date          | Heure         | Conf. | Extérieur            | Résultat | Domicile            | Stade                                 | Affluence | Réf. |
| ------------- | ------------- | ----- | -------------------- | -------- | ------------------- | ------------------------------------- | --------- | ---- |
| Match reporté | Match reporté | IC    | Helvetic Mercenaries | 00 FF 35 | Nordic Storm        | Gladsaxe Stadion, Søborg              | -         |      |
| Sam. 28 juin  | 15:00         | IC    | Madrid Bravos        | 57 - 0   | Hamburg Sea Devils  | Sportpark, Eimsbüttel                 | N/A       | ,    |
| Sam. 28 juin  | 18:00         | Est   | Panthers Wrocław     | 24 - 19  | Fehérvár Enthroners | First Field, Székesfehérvár           | 1 300     | ,    |
| Dim. 29 juin  | 13:00         | Nord  | Rhein Fire           | 44 - 07  | Berlin Thunder      | Preussenstadion, Berlin               | 0 624     | ,    |
| Dim. 29 juin  | 13:00         | IC    | Prague Lions         | 37 - 16  | Frankfurt Galaxy    | PSD Bank Arena, Francfort-sur-le-Main | 6 221     | ,    |
| Dim. 29 juin  | 16:25         | IC    | Vienna Vikings       | 44 - 38  | Raiders Tirol       | Tivoli Stadion Tirol, Innsbruck       | 3 676     | ,    |
| Dim. 29 juin  | 16:25         | IC    | Stuttgart Surge      | 33 - 36  | Munich Ravens       | Uhlsport Park, Unterhaching           | 3 347     | ,    |
| Dim. 29 juin  | 16:25         | Ouest | Paris Musketeers     | 62 - 0   | Cologne Centurions  | Südstadion, Cologne                   | 0 750     | ,    |

| Date           | Heure | Conf.                            | Extérieur                        | Résultat                         | Domicile                         | Stade                                  | Affluence                        | Réf.                             |
| -------------- | ----- | -------------------------------- | -------------------------------- | -------------------------------- | -------------------------------- | -------------------------------------- | -------------------------------- | -------------------------------- |
| Sam. 5 juillet | 18:00 | IC                               | Rhein Fire                       | 18 - 35                          | Raiders Tirol                    | Tivoli Stadion Tirol, Innsbruck        | 3 424                            | ,                                |
| Sam. 5 juillet | 18:00 | Est                              | Prague Lions                     | 00 - 34                          | Vienna Vikings                   | Datenpol Arena, Maria Enzersdorf       | 3 827                            | ,                                |
| Sam. 5 juillet | 20:00 | Sud                              | Munich Ravens                    | 43 - 40                          | Madrid Bravos                    | Estadio Vallehermoso, Madrid           | 3 064                            | ,                                |
| Dim. 6 juillet | 13:00 | IC                               | Paris Musketeers                 | 62 - 0                           | Helvetic Mercenaries             | Lidl Arena, Wil                        | 1 684                            | ,                                |
| Dim. 6 juillet | 13:00 | IC                               | Cologne Centurions               | 02 - 54                          | Panthers Wrocław                 | Stadion Olimpijski, Wrocław            | N/A                              | ,                                |
| Dim. 6 juillet | 13:00 | IC                               | Fehérvár Enthroners              | 12 - 55                          | Stuttgart Surge                  | Gazi-Stadion auf der Waldau, Stuttgart | N/A                              | ,                                |
| Dim. 6 juillet | 16:25 | Nord                             | Nordic Storm                     | 27 - 21                          | Hamburg Sea Devils               | Stadion Hoheluft, Hambourg             | N/A                              | ,                                |
| Bye            | Bye   | Berlin Thunder, Frankfurt Galaxy | Berlin Thunder, Frankfurt Galaxy | Berlin Thunder, Frankfurt Galaxy | Berlin Thunder, Frankfurt Galaxy | Berlin Thunder, Frankfurt Galaxy       | Berlin Thunder, Frankfurt Galaxy | Berlin Thunder, Frankfurt Galaxy |

| Date       | Heure | Conf.                             | Extérieur                         | Résultat                          | Domicile                          | Stade                                 | Affluence                         | Réf.                              |
| ---------- | ----- | --------------------------------- | --------------------------------- | --------------------------------- | --------------------------------- | ------------------------------------- | --------------------------------- | --------------------------------- |
| 12 juillet | 13:30 | Sud                               | Munich Ravens                     | 34 - 20                           | Helvetic Mercenaries              | Lidl Arena, Wil                       | 1 124                             | ,                                 |
| 12 juillet | 18:00 | Ouest                             | Stuttgart Surge                   | 54 - 36                           | Frankfurt Galaxy                  | PSD Bank Arena, Francfort-sur-le-Main | 6 077                             | ,                                 |
| 12 juillet | 20:00 | IC                                | Fehérvár Enthroners               | 22 - 49                           | Madrid Bravos                     | Estadio Vallehermoso, Madrid          | 3 069                             | ,                                 |
| 13 juillet | 13:00 | IC                                | Vienna Vikings                    | 40 - 33                           | Paris Musketeers                  | Stade Robert-Bobin, Bondoufle         | 2 300                             | ,                                 |
| 13 juillet | 15:00 | IC                                | Berlin Thunder                    | 45 - 2                            | Cologne Centurions                | Südstadion, Cologne                   | 0 580                             | ,                                 |
| 13 juillet | 16:25 | Nord                              | Rhein Fire                        | 24 - 25                           | Nordic Storm                      | Gladsaxe Stadion, Søborg              | 2 378                             | ,                                 |
| 13 juillet | 16:25 | Est                               | Panthers Wrocław                  | 41 - 37                           | Prague Lions                      | Stadion FK Viktoria Žižkov, Prague    | 1 061                             | ,                                 |
| Bye        | Bye   | Hamburg Sea Devils, Raiders Tirol | Hamburg Sea Devils, Raiders Tirol | Hamburg Sea Devils, Raiders Tirol | Hamburg Sea Devils, Raiders Tirol | Hamburg Sea Devils, Raiders Tirol     | Hamburg Sea Devils, Raiders Tirol | Hamburg Sea Devils, Raiders Tirol |

| Date       | Heure | Conf. | Extérieur           | Résultat | Domicile             | Stade                                  | Affluence | Réf. |
| ---------- | ----- | ----- | ------------------- | -------- | -------------------- | -------------------------------------- | --------- | ---- |
| 19 juillet | 14:00 | Est   | Vienna Vikings      | 38 - 12  | Panthers Wrocław     | Stadion Olimpijski, Wrocław            | N/A       | ,    |
| 19 juillet | 17:00 | Ouest | Frankfurt Galaxy    | 74 - 10  | Cologne Centurions   | Südstadion, Cologne                    | 0 816     | ,    |
| 19 juillet | 18:00 | Sud   | Munich Ravens       | 31 - 24  | Raiders Tirol        | Tivoli Stadion Tirol, Innsbruck        | N/A       | ,    |
| 20 juillet | 13:00 | Sud   | Madrid Bravos       | 61 - 6   | Helvetic Mercenaries | Lidl Arena, Wil                        | 1 367     | ,    |
| 20 juillet | 13:00 | Nord  | Nordic Storm        | 53 - 35  | Berlin Thunder       | Preußenstadion, Berlin                 | 0 438     | ,    |
| 20 juillet | 16:25 | Nord  | Rhein Fire          | 25 - 13  | Hamburg Sea Devils   | Volksparkstadion, Hambourg             | N/A       | ,    |
| 20 juillet | 16:25 | Ouest | Paris Musketeers    | 08 - 26  | Stuttgart Surge      | Gazi-Stadion auf der Waldau, Stuttgart | 3 740     | ,    |
| 20 juillet | 16:25 | Est   | Fehérvár Enthroners | 06 - 10  | Prague Lions         | Stadion FK Viktoria Žižkov, Prague     | 0 708     | ,    |

| Date       | Heure | Conf. | Extérieur          | Résultat | Domicile             | Stade                                  | Affluence | Réf. |
| ---------- | ----- | ----- | ------------------ | -------- | -------------------- | -------------------------------------- | --------- | ---- |
| 26 juillet |       | Sud   | Raiders Tirol      | 28 - 54  | Madrid Bravos        | Estadio Vallehermoso, Madrid           | 3 559     | ,    |
| 26 juillet |       | Ouest | Cologne Centurions | 07 - 74  | Paris Musketeers     | Stade Robert Bobin, Bondoufle          | N/A       | ,    |
| 26 juillet |       | Est   | Vienna Vikings     | 53 - 16  | Fehérvár Enthroners  | First Field, Székesfehérvár            | N/A       | ,    |
| 27 juillet |       | Nord  | Berlin Thunder     | 07 - 69  | Rhein Fire           | Schauinsland-Reisen-Arena, Duisburg    | 8 246     | ,    |
| 27 juillet |       | ID    | Nordic Storm       | 20 - 35  | Frankfurt Galaxy     | PSD Bank Arena, Frankfurt am Main      | 5 821     | ,    |
| 27 juillet |       | ID    | Hamburg Sea Devils | 00 - 48  | Stuttgart Surge      | Gazi-Stadion auf der Waldau, Stuttgart | 2 756     | ,    |
| 27 juillet |       | ID    | Panthers Wrocław   | 14 - 34  | Munich Ravens        | Uhlsport Park, Unterhaching            | 4 191     | ,    |
| 27 juillet |       | ID    | Prague Lions       | 60 - 20  | Helvetic Mercenaries | Lidl Arena, Wil                        | 1 452     | ,    |

| Date        | Heure       | Conf.            | Extérieur        | Résultat         | Domicile         | Stade            | Affluence        | Réf.             |
| ----------- | ----------- | ---------------- | ---------------- | ---------------- | ---------------- | ---------------- | ---------------- | ---------------- |
| 2 et 3 août | 2 et 3 août | Semaine de repos | Semaine de repos | Semaine de repos | Semaine de repos | Semaine de repos | Semaine de repos | Semaine de repos |

| Date    | Heure | Conf. | Extérieur            | Résultat | Domicile            | Stade                                | Affluence | Réf.    |
| ------- | ----- | ----- | -------------------- | -------- | ------------------- | ------------------------------------ | --------- | ------- |
| 9 août  | 15:00 | IC    | Berlin Thunder       | 31 - 34  | Fehérvár Enthroners | First Field, Székesfehérvár          | N/A       | ,       |
| 9 août  | 17:00 | Ouest | Stuttgart Surge      | 44 - 03  | Cologne Centurions  | Südstadion, Cologne                  | N/A       | ,       |
| 9 août  | 18:00 | IC    | Helvetic Mercenaries | 00 - 7   | Paris Musketeers    | Stade Robert-Bobin, Bondoufle        | N/A       | ,       |
| 9 août  | 18:00 | Est   | Panthers Wrocław     | 36 - 50  | Vienna Vikings      | ERGO Arena, Wiener Neustadt          | N/A       | ,       |
| 10 août | 13:00 | Nord  | Hamburg Sea Devils   |          | Nordic Storm        | Gladsaxe Stadion, Søborg             |           | [ 145 ] |
| 10 août | 13:00 | Sud   | Madrid Bravos        |          | Munich Ravens       | Uhlsport Park, Unterhaching          |           | [ 146 ] |
| 10 août | 13:00 | IC    | Frankfurt Galaxy     |          | Prague Lions        | FK Viktoria Stadion, Prague          |           | [ 147 ] |
| 10 août | 16:25 | IC    | Raiders Tirol        |          | Rhein Fire          | Schauinsland-Reisen-Arena, Duisbourg |           | [ 148 ] |

## Classements de la saison régulière
| Division Nord |                    |        |        |        |        |       |       |        |        |        |                                |
| N°            | Équipe             | Matchs | Matchs | Matchs | Matchs | Bilan | Bilan | Points | Points | Points | Phase finale                   |
| N°            | Équipe             | Nb     | G      | P      | N      | Conf. | Pct.  | +      | -      | ≠      | Phase finale                   |
| 1             | Nordic Storm (en)  | 10     | 9      | 1      | 0      | 4 - 0 | 90%   | 373    | 167    | +206   | Qualifié, champion de division |
| 2             | Rhein Fire         | 10     | 6      | 4      | 0      | 4 - 1 | 060%  | 287    | 171    | +116   |                                |
| 3             | Berlin Thunder     | 10     | 3      | 7      | 0      | 0 - 5 | 030%  | 238    | 342    | -104   | Éliminé                        |
| 3             | Hamburg Sea Devils | 10     | 2      | 8      | 0      | 1 - 3 | 020%  | 133    | 312    | -179   | Éliminé                        |

| Division Ouest |                    |        |        |        |        |       |       |        |        |        |                                |
| N°             | Équipe             | Matchs | Matchs | Matchs | Matchs | Bilan | Bilan | Points | Points | Points | Phase finale                   |
| N°             | Équipe             | Nb     | G      | P      | N      | Conf. | Pct.  | +      | -      | ≠      | Phase finale                   |
| 1              | Stuttgart Surge    | 11     | 9      | 2      | 0      | 5 - 1 | 81,8% | 470    | 173    | +297   | Qualifié, champion de division |
| 2              | Paris Musketeers   | 11     | 7      | 4      | 0      | 4 - 2 | 63,6% | 430    | 142    | +288   |                                |
| 3              | Frankfurt Galaxy   | 10     | 5      | 5      | 0      | 3 - 3 | 50,0% | 323    | 299    | +024   |                                |
| 4              | Cologne Centurions | 11     | 0      | 11     | 0      | 0 - 6 | 00%   | 063    | 676    | -613   | Éliminé                        |

| Division Sud |                           |        |        |        |        |       |       |        |        |        |                                |
| N°           | Équipe                    | Matchs | Matchs | Matchs | Matchs | Bilan | Bilan | Points | Points | Points | Phase finale                   |
| N°           | Équipe                    | Nb     | G      | P      | N      | Conf. | Pct.  | +      | -      | ≠      | Phase finale                   |
| 1            | Munich Ravens             | 10     | 9      | 1      | 0      | 5 - 0 | 90%   | 375    | 216    | +141   | Qualifié, champion de division |
| 3            | Madrid Bravos (en)        | 10     | 7      | 3      | 0      | 3 - 2 | 70%   | 433    | 235    | +198   |                                |
| 2            | Raiders Tirol             | 10     | 5      | 5      | 0      | 3 - 3 | 55%   | 330    | 260    | +070   |                                |
| 4            | Helvetic Mercenaries (en) | 10     | 0      | 10     | 0      | 0 - 6 | 00%   | 125    | 501    | -376   | Éliminé                        |

| Division Est |                     |        |        |        |        |       |       |        |        |        |                                |
| N°           | Équipe              | Matchs | Matchs | Matchs | Matchs | Bilan | Bilan | Points | Points | Points | Phase finale                   |
| N°           | Équipe              | Nb     | G      | P      | N      | Conf. | Pct.  | +      | -      | ≠      | Phase finale                   |
| 1            | Vienna Vikings      | 10     | 9      | 1      | 0      | 5 - 0 | 90%   | 378    | 167    | +211   | Qualifié, champion de division |
| 2            | Prague Lions        | 10     | 6      | 4      | 0      | 3 - 3 | 60%   | 267    | 200    | +067   |                                |
| 3            | Wrocław Panthers    | 10     | 5      | 5      | 0      | 3 - 2 | 50%   | 310    | 277    | + 33   |                                |
| 4            | Fehérvár Enthroners | 10     | 0      | 10     | 0      | 0 - 6 | 00%   | 130    | 431    | -301   | Éliminé                        |

## Récompenses individuelles

### MVP de la semaine
| S. | Joueur             | Poste | Équipe           | Statistiques                                       | Réf.    |
| -- | ------------------ | ----- | ---------------- | -------------------------------------------------- | ------- |
| 1  | Devan Burrell      | CB    | Wrocław Panthers | 1 TD sur retour de punt, 1 TD pick 6               | 1       |
| 2  | Sandro Platzgummer | RB    | Frankfurt Galaxy | 18 courses, 248 yards, 2 TD ; 1 réception, 7 yards | 2       |
| 3  | Justus Seelig      | RB    | Madrid Bravos    | 234 yards, 3 touchdowns                            | [ 149 ] |
| 4  |                    |       |                  |                                                    |         |
| 5  |                    |       |                  |                                                    |         |
| 6  |                    |       |                  |                                                    |         |
| 7  |                    |       |                  |                                                    |         |
| 8  |                    |       |                  |                                                    |         |
| 9  |                    |       |                  |                                                    |         |
| 10 |                    |       |                  |                                                    |         |
| 11 |                    |       |                  |                                                    |         |
| 12 |                    |       |                  |                                                    |         |
| 13 |                    |       |                  |                                                    |         |
| 14 |                    |       |                  |                                                    |         |
| WC |                    |       |                  |                                                    |         |
| SF |                    |       |                  |                                                    |         |
| CG |                    |       |                  |                                                    |         |